# Протисклеротичні засоби
Протисклеротичні засоби — ліки, які запобігають розвитку або зменшують прояви атеросклерозу. Виділяють кілька груп протисклеротичних засобів. Гіпохолестеринемічні препарати зменшують всмоктування холестерину в травному каналі (стерин рослинного походження, бетаситостерин, діоспонін, поліспонін), пригнічують його синтез (клобібрейт, цетаміфен), стимулюють виділення (літенол, арахіден). Антикоагулянти (наприклад, гепарин) та речовина антибрадикінінової дії — пармідин (синтетичні — продектин, ангінін) гальмують тромбогенні фактори атеросклерозу. Порушені при атеросклерозі окислювально-відновні процеси нормалізують нікотинова та фолієва кислоти, нікотинамід, рибофлавін, пангамат кальцію, рослинна їжа тощо.